# سراي أوكي
سراي أوكي (بالتركية: Sarayönü) هي بلدة ومُديريَّة تقع في ولاية قونية بتركيا. تصل مساحتها إلى 1088.1 كم²، وترتفع عن سطح البحر حوالي 1061 م.